# مارغريت بندر
مارغريت بندر (بالإنجليزية: Margaret Bender)‏ هي عالمة الإنسان أمريكية، ولدت في 1963.